# Tsugaru (stad)
Tsugaru (Japans: つがる市, Tsugaru-shi) is een stad in de prefectuur Aomori in het noorden van Honshu, Japan. De stad heeft een oppervlakte van 253,85 km² en begin 2008 een kleine 40.000 inwoners.

## Geschiedenis
Tsugaru werd op 11 februari 2005 een stad (shi) door de samenvoeging van de gemeente Kizukuri (木造町, Kizukuri-machi) en de dorpen Morita (森田村, Morita-mura), Kashiwa (柏村, Kashiwa-mura), Inagaki (稲垣村, Inagaki-mura) en Shariki (車力村, Shariki-mura).

## Verkeer
Tsugaru ligt aan de Gono-lijn van East Japan Railway Company.
Tsugaru ligt aan autoweg 101.

## Geboren in Tsugaru
- Asahifuji Seiya (sumoworstelaar)

## Stedenband
Tsugaru heeft een stedenband met
- Bath, Maine, Verenigde Staten sinds 6 juli 2006.

## Aangrenzende steden
- Hirosaki
- Goshogawara